# Unicuique suum
La locuzione latina unicuique suum è la rielaborazione del suum cuique tribuere (in italiano: dare a ciascuno il suo), uno fra i principali precetti del diritto romano. È riscontrabile in Ulpiano, in un frammento della sua opera conservatoci attraverso i Digesta giustinianei. Tale concetto viene adottato inoltre dallo Stato platonico.
In italiano è tradotto come "a ciascuno il suo", ossia che a ciascuno sia dato quanto gli è dovuto.

## Riferimenti
- Questa locuzione è uno dei due motti che aprono la prima pagina de L'Osservatore Romano. L'altro è non praevalebunt.
- Un romanzo di Leonardo Sciascia prende il titolo A ciascuno il suo.
- Nel cinema A ciascuno il suo è il titolo di un film di Elio Petri, liberamente ispirato all'omonimo romanzo di Leonardo Sciascia.
- È il motto della 15ª Compagnia Paracadutisti "Diavoli Neri" dell'Esercito Italiano.
- Questa stessa locuzione, tradotta in tedesco Jedem das Seine, si trovava all'ingresso del campo di concentramento e di sterminio nazista di Buchenwald in Germania.